# 菅原康太
菅原 康太（すがわら こうた、1985年5月22日 - ）は、北海道室蘭市出身 のサッカー選手。ポジションはFW。

## 来歴
北海道のサッカー強豪校、室蘭大谷高等学校で1年時からレギュラーとなり、2年時では全国高校選手権にも出場。3年時は北海道予選決勝で敗れたものの、準決勝ではハットトリック、決勝でも1得点を挙げるなどチームを牽引した。高校卒業後は国士舘大学へ進学。2004年には1年生ながらJFLで18試合に出場し6得点を挙げるなど活躍。シーズン終了間際にサッカー部の起こした不祥事により最終節は中止、その年を最後にJFLを脱退するというトラブルもあったが、菅原はその後も躍進を続け、2007年には関東大学1部リーグで4位となる11得点をあげるなど活躍。2008年に徳島ヴォルティスへの新加入が決定した。
プロ初年度となった2008年は序盤戦こそ出場機会に恵まれなかったものの、J2第19節に始めてベンチ入りすると共にJリーグデビューを飾ると翌第20節にはスターティングメンバーに名を連ね、21節にはJ初ゴールを決めた。その後、数試合はスターティングメンバーとして定着したがブラジル人FWアンドレジーニョ、ソウザが加入すると彼らや石田祐樹にポジションを奪われる形になった。しかし、複数ポジションをこなす石田やアンドレジーニョはMFとしてプレーする機会も多かったことから菅原がスターティングメンバーとして出場する試合もあり、そうではない試合でもスーパーサブとして起用される機会も多かったためルーキーながらシーズン通算で4得点を挙げた。
2010年シーズン当初は徳島ヴォルティスに登録されていた が、グルージャ盛岡へ期限付き移籍。そして2011年にMIOびわこ草津(現・MIOびわこ滋賀)に完全移籍した。2012年シーズンはリーグ得点ランキング3位タイとなる17得点を挙げた。
2013年、ツエーゲン金沢へ移籍 も、この年に退団。
2014年よりFC大阪へ移籍。2015年をもってFC大阪との契約を満了。
2016年より四国サッカーリーグの高知ユナイテッドSCに移籍した。
2019年、静岡県社会人サッカーリーグ3部のSS伊豆へ移籍したが同年を以て退団、2020年からは、自身が立ち上げたUNITED IZU PENINSULAに所属している。

## 所属クラブ
- 日新・本輪西ドリームクラブ
- 室蘭市立港北中学校
- 室蘭大谷高校
- 国士舘大学
- 2008年 - 2010年 徳島ヴォルティス
  - 2010年 グルージャ盛岡（期限付き移籍）
- 2011年 - 2012年 MIOびわこ草津 / MIOびわこ滋賀
- 2013年 ツエーゲン金沢
- 2014年- 2015年 FC大阪
- 2016年 - 2018年 高知ユナイテッドSC
- 2019年 SS伊豆
- 2020年 UNITED IZU PENINSULA

## 個人成績
| 国内大会個人成績 | 国内大会個人成績 | 国内大会個人成績 | 国内大会個人成績 | 国内大会個人成績 | 国内大会個人成績 | 国内大会個人成績 | 国内大会個人成績 | 国内大会個人成績 | 国内大会個人成績 | 国内大会個人成績 | 国内大会個人成績 |
| 年度             | クラブ           | 背番号           | リーグ           | リーグ戦         | リーグ戦         | リーグ杯         | リーグ杯         | オープン杯       | オープン杯       | 期間通算         | 期間通算         |
| 年度             | クラブ           | 背番号           | リーグ           | 出場             | 得点             | 出場             | 得点             | 出場             | 得点             | 出場             | 得点             |
| 日本             | 日本             | 日本             | 日本             | リーグ戦         | リーグ戦         | リーグ杯         | リーグ杯         | 天皇杯           | 天皇杯           | 期間通算         | 期間通算         |
| ---------------- | ---------------- | ---------------- | ---------------- | ---------------- | ---------------- | ---------------- | ---------------- | ---------------- | ---------------- | ---------------- | ---------------- |
| 2004             | 国士大           | -                | JFL              | 19               | 6                | -                | -                | 0                | 0                | 19               | 6                |
| 2008             | 徳島             | 28               | J2               | 18               | 4                | -                | -                | 1                | 0                | 19               | 4                |
| 2009             | 徳島             | 28               | J2               | 17               | 2                | -                | -                | 1                | 0                | 18               | 2                |
| 2010             | 徳島             | 35               | J2               | 0                | 0                | -                | -                | 0                | 0                | 0                | 0                |
| 2010             | 盛岡             | 25               | 東北1部          | 13               | 10               | -                | -                | 2                | 0                | 15               | 10               |
| 2011             | びわこ           | 19               | JFL              | 17               | 6                | -                | -                | -                | -                | 17               | 6                |
| 2012             | びわこ           | 19               | JFL              | 32               | 17               | -                | -                | -                | -                | 32               | 17               |
| 2013             | 金沢             | 8                | JFL              | 33               | 11               | -                | -                | 3                | 2                | 36               | 13               |
| 2014             | FC大阪           | 8                | 関西1部          | 2                | 0                | -                | -                | 0                | 0                | 2                | 0                |
| 2015             | FC大阪           | 8                | JFL              | 8                | 2                | -                | -                | 0                | 0                | 8                | 2                |
| 2016             | 高知U            | 11               | 四国             | 12               | 10               | -                | -                | 1                | 1                | 13               | 11               |
| 2017             | 高知U            | 11               | 四国             | 14               | 16               | -                | -                | 1                | 0                | 15               | 16               |
| 2018             | 高知U            | 11               | 四国             | 12               | 9                | -                | -                | 2                | 0                | 14               | 9                |
| 通算             | 日本             | 日本             | J2               | 35               | 6                | -                | -                | 2                | 0                | 37               | 6                |
| 通算             | 日本             | 日本             | JFL              | 109              | 42               | -                | -                | 3                | 2                | 112              | 44               |
| 通算             | 日本             | 日本             | 東北1部          | 13               | 10               | -                | -                | 2                | 0                | 15               | 10               |
| 通算             | 日本             | 日本             | 関西1部          | 2                | 0                | -                | -                | 0                | 0                | 2                | 0                |
| 通算             | 日本             | 日本             | 四国             | 38               | 35               | -                | -                | 4                | 1                | 42               | 36               |
| 総通算           | 総通算           | 総通算           | 総通算           | 197              | 93               | -                | -                | 11               | 3                | 208              | 96               |

- Jリーグ初出場：2008年6月11日 - J2 第19節 対セレッソ大阪戦（鳴門・大塚スポーツパークポカリスエットスタジアム）
- Jリーグ初得点：2008年6月21日 - J2 第21節 対ベガルタ仙台戦（鳴門・大塚スポーツパークポカリスエットスタジアム）